# ابنة السماء فخورة
ابنة السماء فخورة (بالصينية: 天之驕女) أو فخر بك (بالإنجليزية: Proud of You)‏، هو مسلسل درامي على قناة سانلي تايوان لعام 2020 الساعة الثامنة من إنتاج شركة ميديا الأوقات السحرية (بالصينية: 魔力時代傳媒). تم عرضه لأول مرة في 5 أغسطس 2020، وبدأ التصوير في 19 مايو 2020، وانتهى في 9 مارس 2022 ببث النهاية. هذه هي أول دراما أسبوعية تتخطى الأنواع المختلفة وتصور تكملة لها في الساعة 8 مساءً، وهي تكملة لسلسلة الدراما التايوانية الجيدة يوم الجمعة الثالث عشر لقناة سانلي تايوان في عام 2019، بذور الموز من الجنة (بالصينية: 天之蕉子)، يتم بثها بعد صوت السعادة. تم إصدار المسلسل الدرامي 409 حلقة.

## مسلسل درامي على قناة سانلي تايوان 8 مساءً
يسبقه: صوت السعادة (26 ديسمبر 2018 - 5 أغسطس 2020)
مدة الإصدار: 5 أغسطس 2020 - 9 مارس 2022
يخلفه: لم شمل عائلة (9 مارس 2022 - 3 مايو 2023)